# 선사 음악

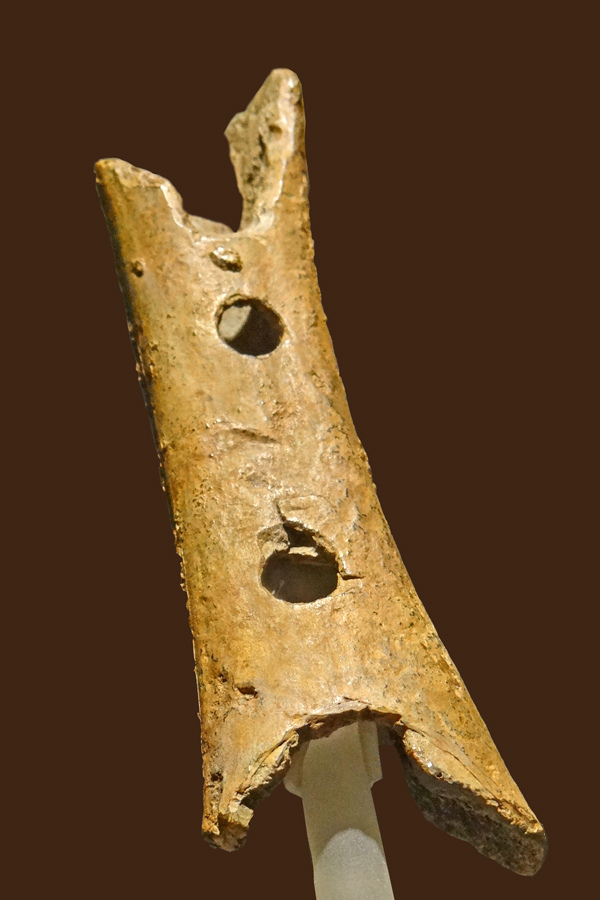
41,000년이 넘은 뼈 피리.

선사 음악 (先史音樂, 이전엔 원시 음악)은 음악의 역사 중 선문 문화 (선사 시대)에 만들어진 모든 음악에 대한 용어이다. 선사 음악은 세계의 다른 지역에서 고대 음악이 뒤따르지만 여전히 고립된 지역에 존재한다. 그러나 민요, 토착 음악 또는 전통 음악으로 여전히 살아가는 "선사 시대" 음악을 언급하는 것이 더 일반적이다. 선사 음악은 음악 고고학에서 다른 시대와 함께 연구된다.

## 같이 보기
- 고대 음악
- 행동 현대성
- 음악의 인지 신경과학
- 진화 음악학
- 음악 고고학에 관한 국제 연구회
- 의성어
- 언어의 기원
- 종교의 기원
- 선사 미술
- 소리 상징주의

## 참고 도서
- Ellen Hickmann, Anne D. Kilmer and Ricardo Eichmann, (ed.) Studies in Music Archaeology III, 2001, VML Verlag Marie Leidorf GmbH., Germany ISBN 3-89646-640-2
- Wallin, Nils, Bjorn Merker, and Steven Brown, eds., The Origins of Music, (MIT Press, Cambridge, MA., 2000). ISBN 0-262-23206-5. Compilation of essays.
- Engel, Carl, The Music of the Most Ancient Nations, Wm. Reeves, 1929.
- Haik Vantoura, Suzanne (1976). The Music of the Bible Revealed ISBN 978-2-249-27102-1
- Nettl, Bruno (1956). Music in Primitive Culture. Harvard University Press.
- Sachs, Curt, The Rise of Music in the Ancient World, East and West, W.W. Norton, 1943.
- Sachs, Curt, The Wellsprings of Music, McGraw-Hill, 1965.
- Smith, Hermann, The World's Earliest Music, Wm. Reeves, 1904.